# Flu-flu矢

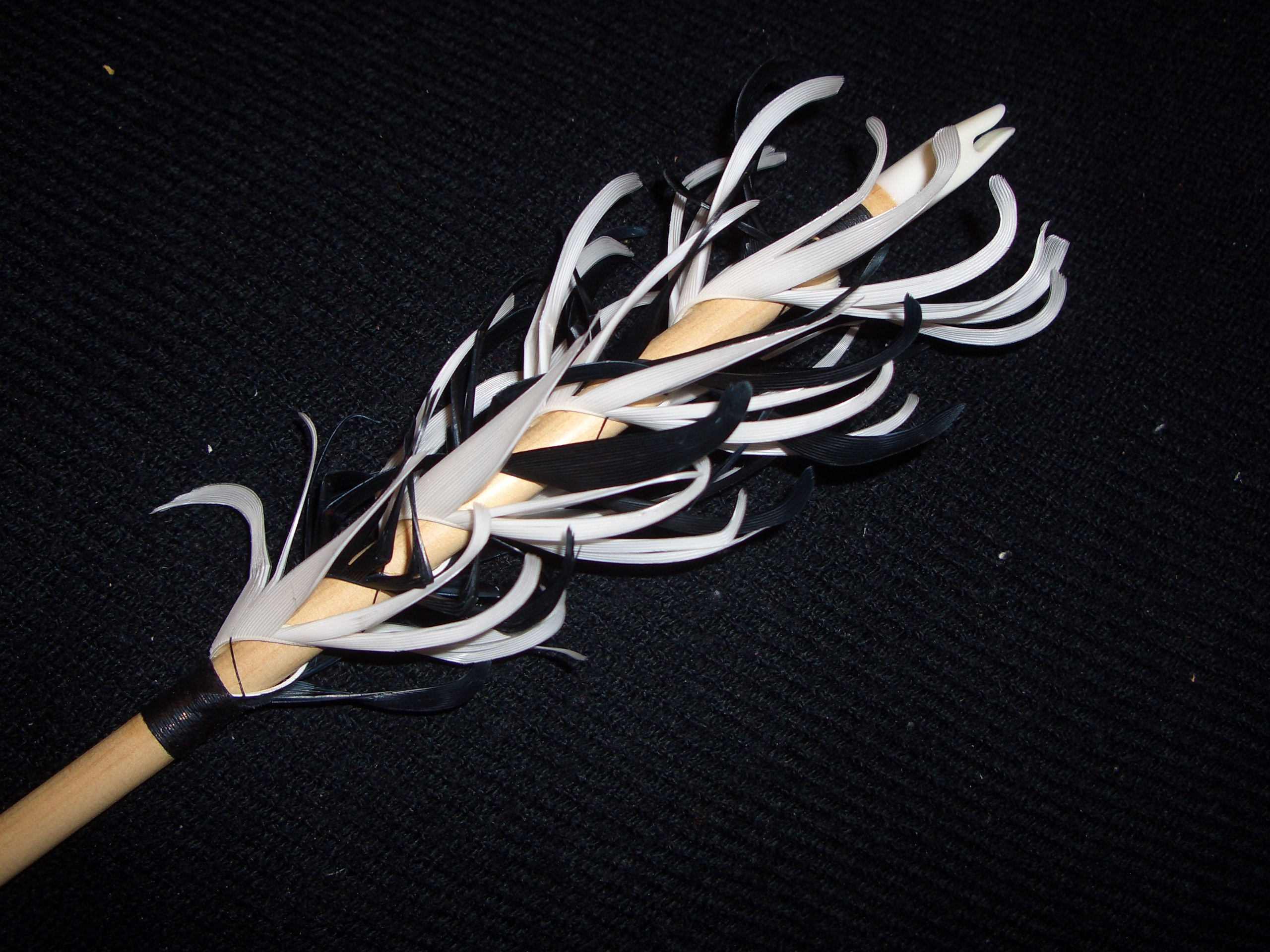
Flu-flu矢の矢羽根

Flu-flu矢 （フルフルや）とは、鳥狩猟用の矢である。色鮮やかな矢羽根に特徴があり、わざと回転が起きるよう空気抵抗を大きくすることで直進性を高め、射程も短くしている。だいたい30mで失速する。遠くに飛ばないため事前の事故防止、そして精密な射撃と、外した際に自分が放った矢の回収を容易にしている。
通常の矢を使うこともあるが、特殊な矢尻として鳥を引っ掛けるワイヤーがついた矢尻を取り付けることがある。これは森の中のリスを含めた獲物を狙った際、木に当たって抜けなくなるのを防ぐ効果も期待されている。
ディスクゴルフのように、アーチェリーゴルフの一種の遊びとして使われることがある。